# Арокур-сюр-Сей
Ароку́р-сюр-Сей (фр. Haraucourt-sur-Seille) — коммуна на северо-востоке Франции, регион Гранд-Эст (бывший Эльзас — Шампань — Арденны — Лотарингия), департамент Мозель. Относится к  кантону Шато-Сален.

## Географическое положение
Арокур-сюр-Сей	расположен в 50 км к юго-востоку от Меца и в 8 км к юго-востоку от Шато-Сален. Соседние коммуны: Мануэ на севере, Малокур-сюр-Сей на северо-востоке, Бьонкур, Ланфруакур и Бе-сюр-Сей на юге, Армокур на западе, Аррей-эт-Ан на северо-западе.
Коммуна находится на территории Регионального природного парка Лотарингии.

## История
- Коммуна бывшего герцогства Лотарингия.

## Демография
По переписи 2007 года в коммуне проживало 123 человека.	

## Достопримечательности
- Следы галло-романской культуры.
- Развалины замка XV века и часовни, практически полностью разрушен во время Первой мировой войны 1914—1918 годов.
- Кладбище меннонитов XVIII века.
- Церковь Сент-Круа 1780 года.